# أواسط (منطق)
الأواسط هي الدلائل والحجج التي يستدل بها على الدعاوى. والدعوى مشقة من الدعاء، وهو الطلب، وفي الشرع هي قول يطلب به الإنسان إثبات حق على الغير.